# Amphistomus squalidus
Amphistomus squalidus är en skalbaggsart som beskrevs av Macleay 1887. Amphistomus squalidus ingår i släktet Amphistomus och familjen bladhorningar. Inga underarter finns listade i Catalogue of Life.